# Anaxipha tachephona
Anaxipha tachephona är en insektsart som beskrevs av Desutter-grandcolas 2000. Anaxipha tachephona ingår i släktet Anaxipha och familjen syrsor. Inga underarter finns listade i Catalogue of Life.